# Cesare Rinaldi
Cesare Rinaldi (1559–1636) és un dels poetes més eminents de Bologna. Es va posar música als seus versos en forma de madrigals per part de Salamone Rossi i per part del cercle de la Cort Gonzaga de Màntua. També va escriure versos lloant a compositors, com Alessandro Striggio.

## Obres
- Delle rime di Cesare Rinaldi bolognese: parte sesta al sereniss. Sig. don Cesare d'Este duca di Modona impressor Gio. Rossi, 1598 - 129 pàgines.

## Poesies compostes com a madrigals
- Donna se voi m'odiate - compost per Alfonso Ferrabosco
- Por no mi dir ch'io moia - compost per Michelangelo Rossi